# Chaetostoma anomalum
Chaetostoma anomalum is een straalvinnige vissensoort uit de familie van de harnasmeervallen (Loricariidae). De wetenschappelijke naam van de soort is voor het eerst geldig gepubliceerd in 1903 door Charles Tate Regan.
De soort werd verzameld in rivieren in de noordelijke Andes in Mérida (Venezuela) en omgeving. De totale lengte is ongeveer 16 centimeter. 